# Armémuseum
Armémuseum är ett svenskt statligt museum i Stockholm med försvarshistorisk inriktning. Samlingen består av 100 000 föremål som huvudsakligen använts inom den svenska armén. Föremålen härstammar från 1500-talet och framåt. Tillsammans med Flygvapenmuseum ingår Armémuseum i myndigheten Statens försvarshistoriska museer (SFHM). Armémuseum ska enligt SFHM:s instruktion fullgöra de uppgifter inom myndigheten som rör lantförsvaret och statens trofésamling.

## Byggnad
Dagens museibyggnad ritades 1762 av Carl Johan Cronstedt som ett nytt tyghus eller förråd och verkstad för artilleriets materiel. Den nya byggnaden ersatte en äldre i trä, som stått på platsen sedan mitten av 1600-talet. Bygget av det nya tyghuset pågick mellan 1763 och 1770.
År 1879 öppnades här ett museum med namnet Artillerimuseum. Några år senare försågs tyghuset med ytterligare två våningar och fick sitt nuvarande utseende. Här bedrev Artilleri- och ingenjörhögskolan undervisning för officerare.
1932 stängde Artillerimuseum för ombyggnad. Efter elva år öppnade museet med nya namnet Armémuseum. 1963 fick museet tillgång till hela byggnaden.
Sedan 1935 är samtliga byggnader på Artillerigården – även gjutjärnsstaket vid Riddargatan – statliga byggnadsminnen. Museibyggnaden ägs av svenska staten och förvaltas genom Statens fastighetsverk.

## Samlingar och utställningar
Museets samlingarna består av över 100 000 föremål som har använts av armén. Här ingår allt från uniformsknappar till stridsledningssystem. Huvuddelen av samlingarna är från 1900-talet. Där finns också cirka 5 000 troféer från framförallt trettioåriga kriget. En stor del av materialet kommer från Statens trofésamling som startade redan på 1600-talet. 
Museet har även ett arkiv och bibliotek samt magasin, konserveringsateljéer, verkstäder, museibutik och en restaurang. I januari 2009 öppnade Raoul Wallenbergs rum som berättar om hans gärningar i Budapest på 1940-talet. Under 2012–2014 uppdaterade museet sina basutställningar som berör krig och fred från år 1500 till 2010. Armémuseum visar också tillfälliga utställningar på olika krigsrelaterade teman som byts ut med jämna mellanrum.

## Artillerigårdens skyddsrum
Under Artillerigården finns två skyddsrum från andra världskriget som var avsedda att ge skydd åt den tjänstgörande militära personalen på Artillerigården vid ett eventuellt flyganfall mot Stockholm. Dessa görs ibland tillgängliga för allmänheten.

## Bilder

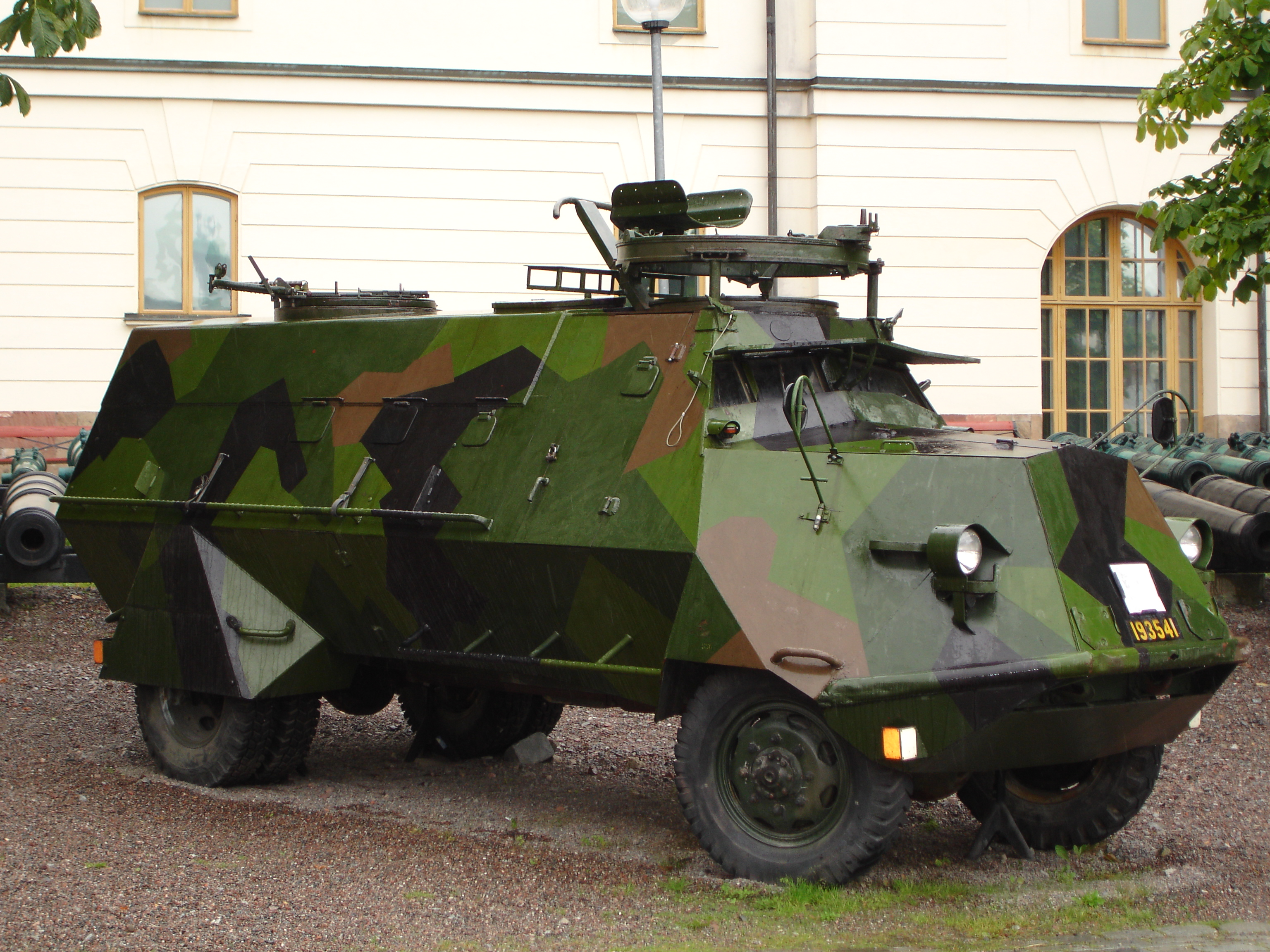
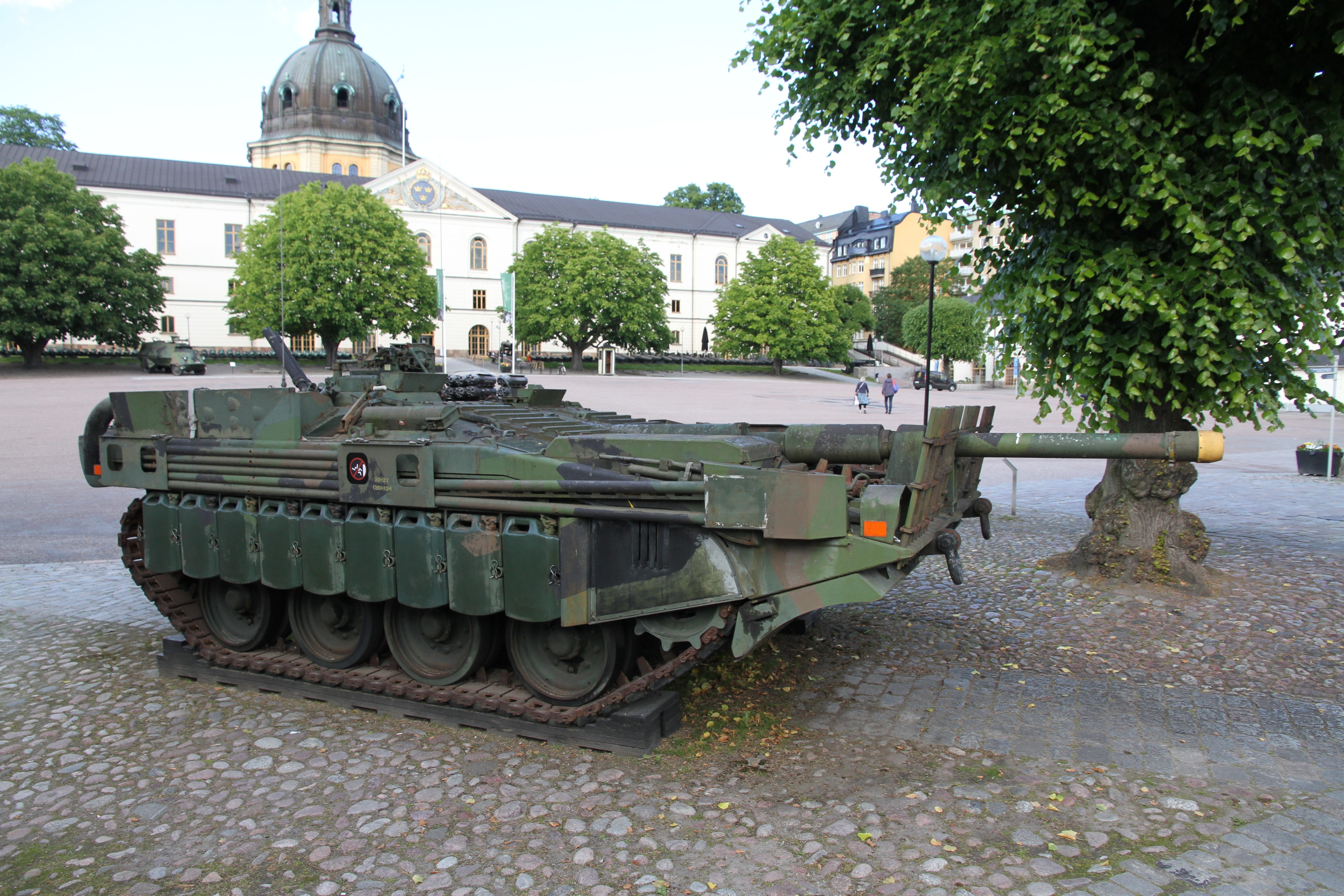
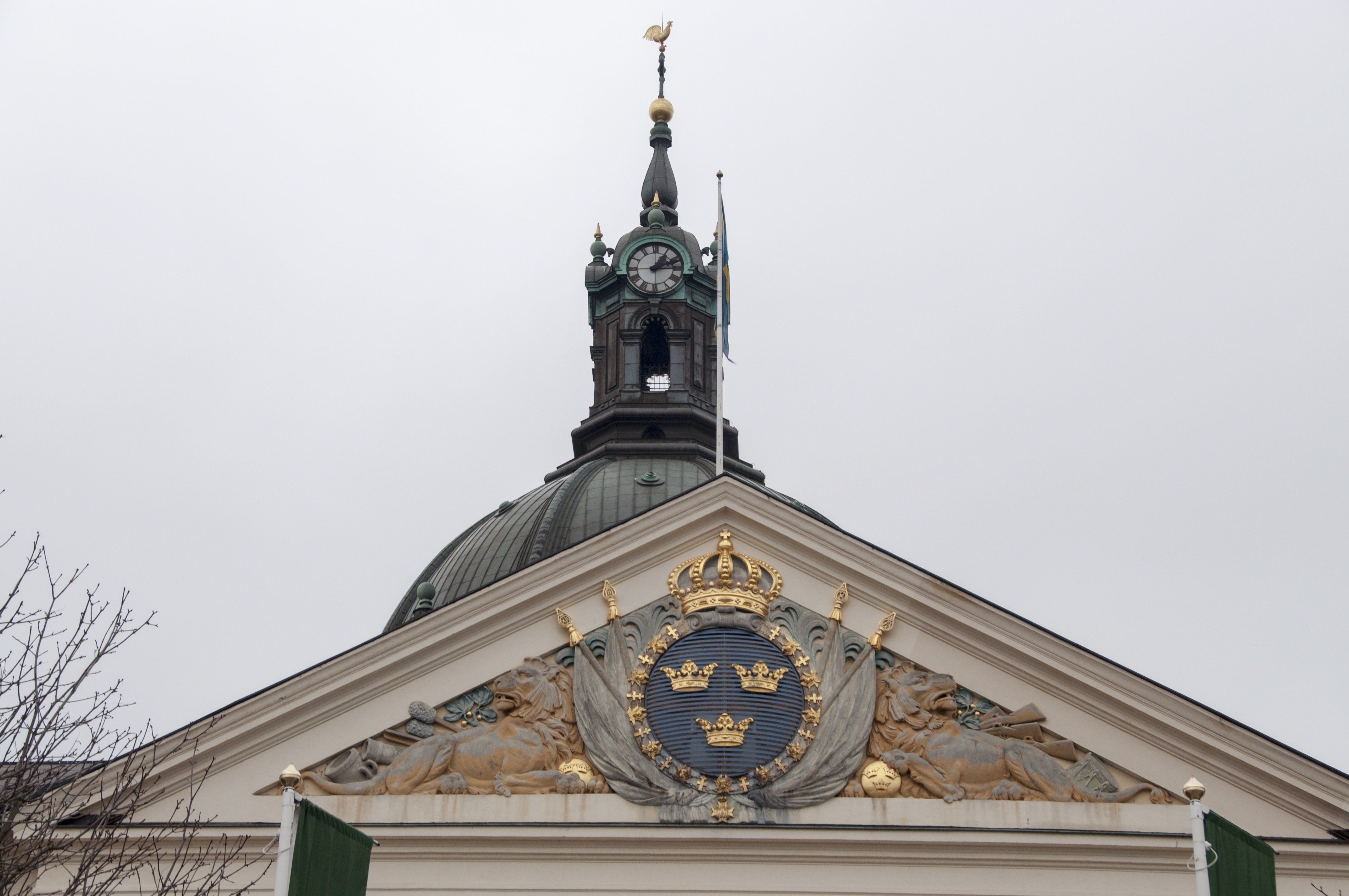
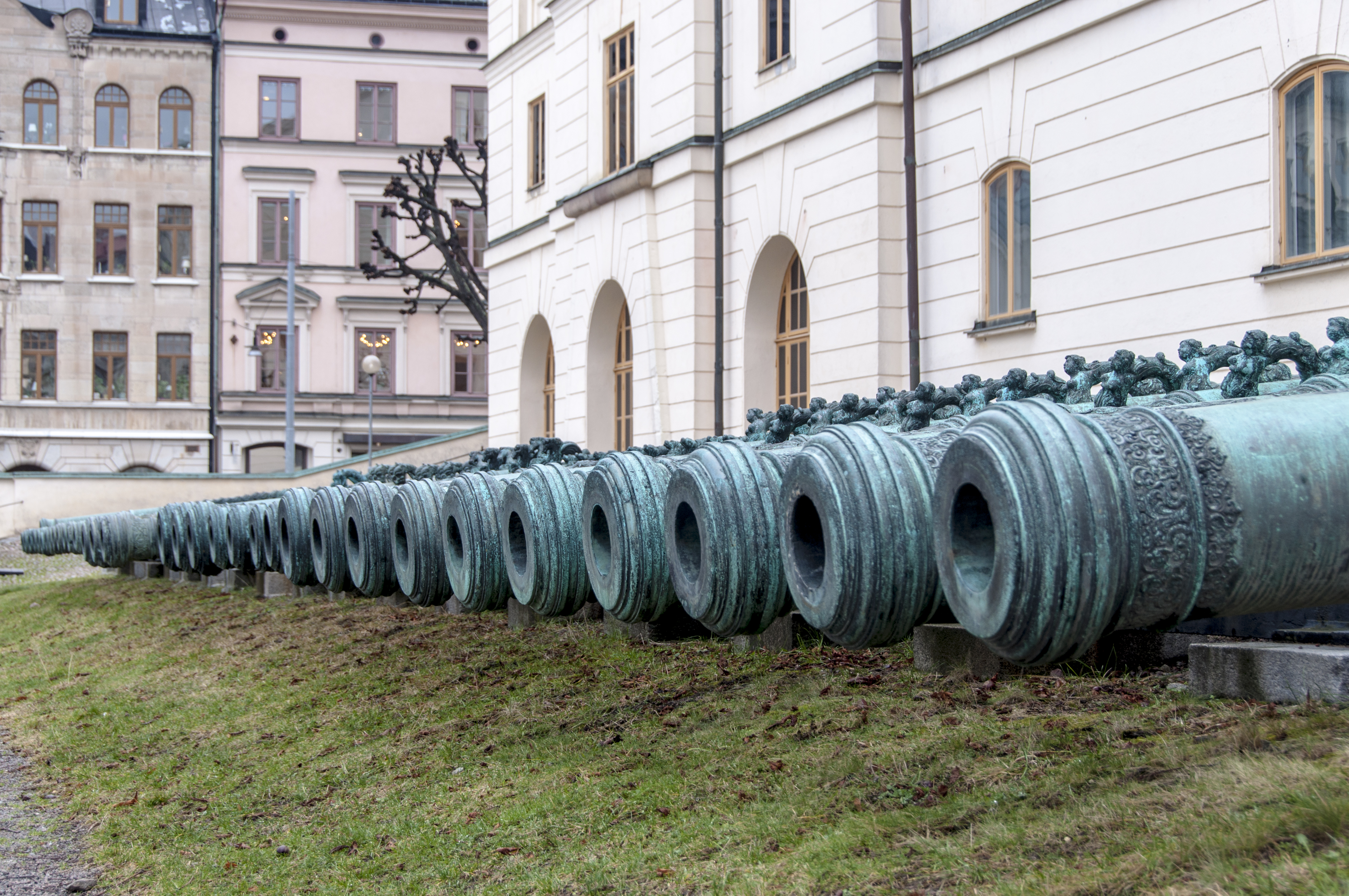
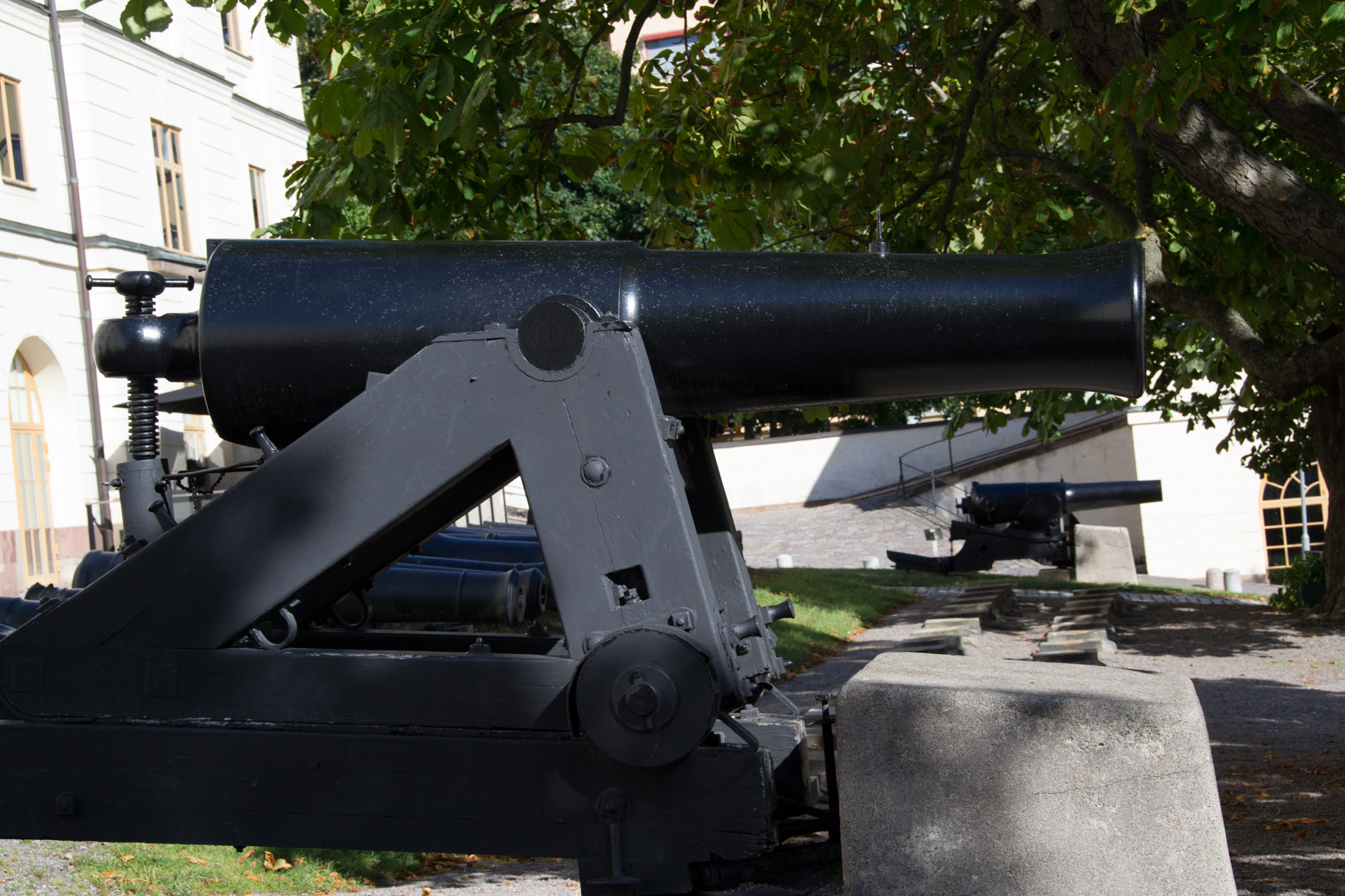
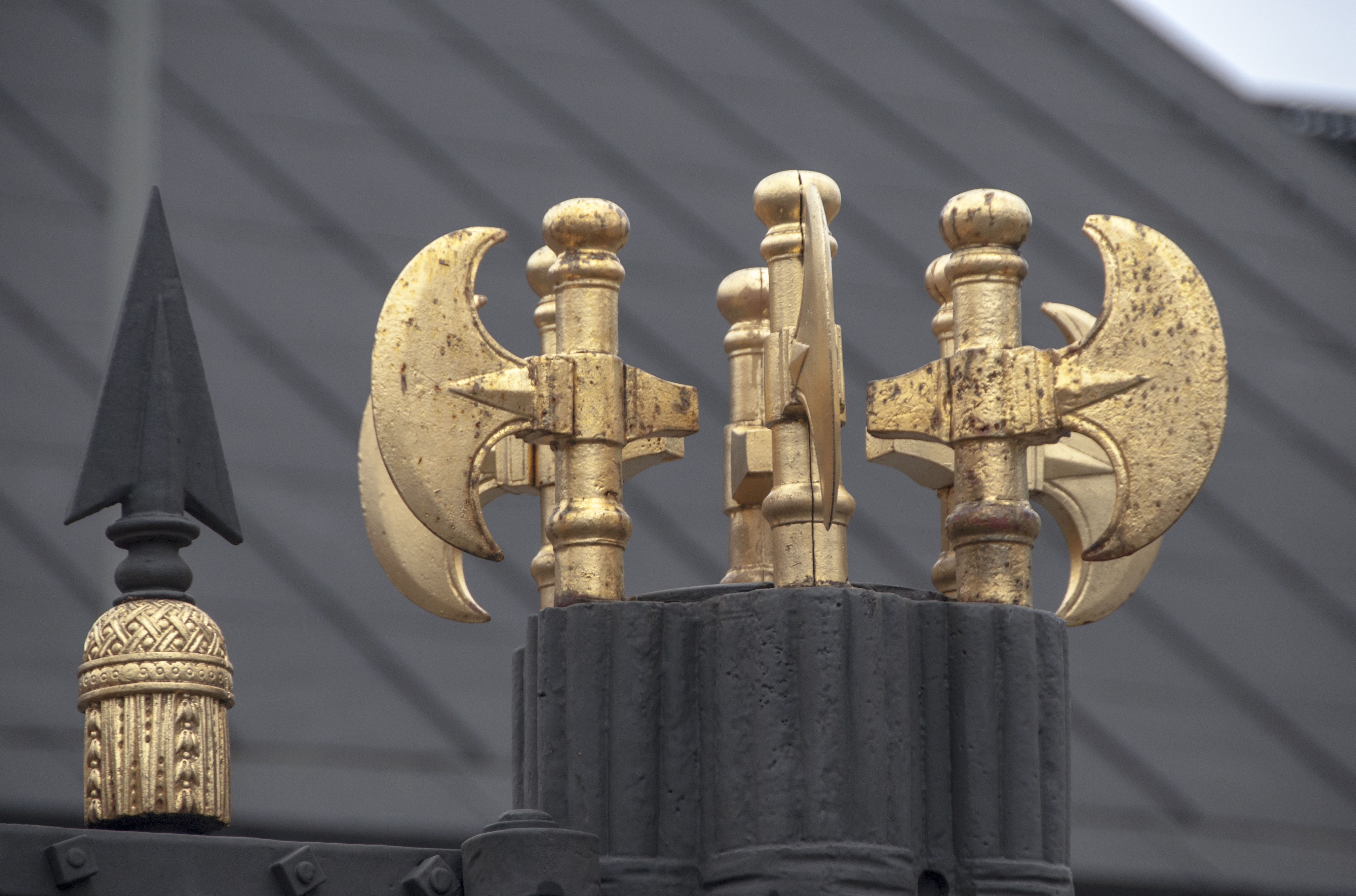
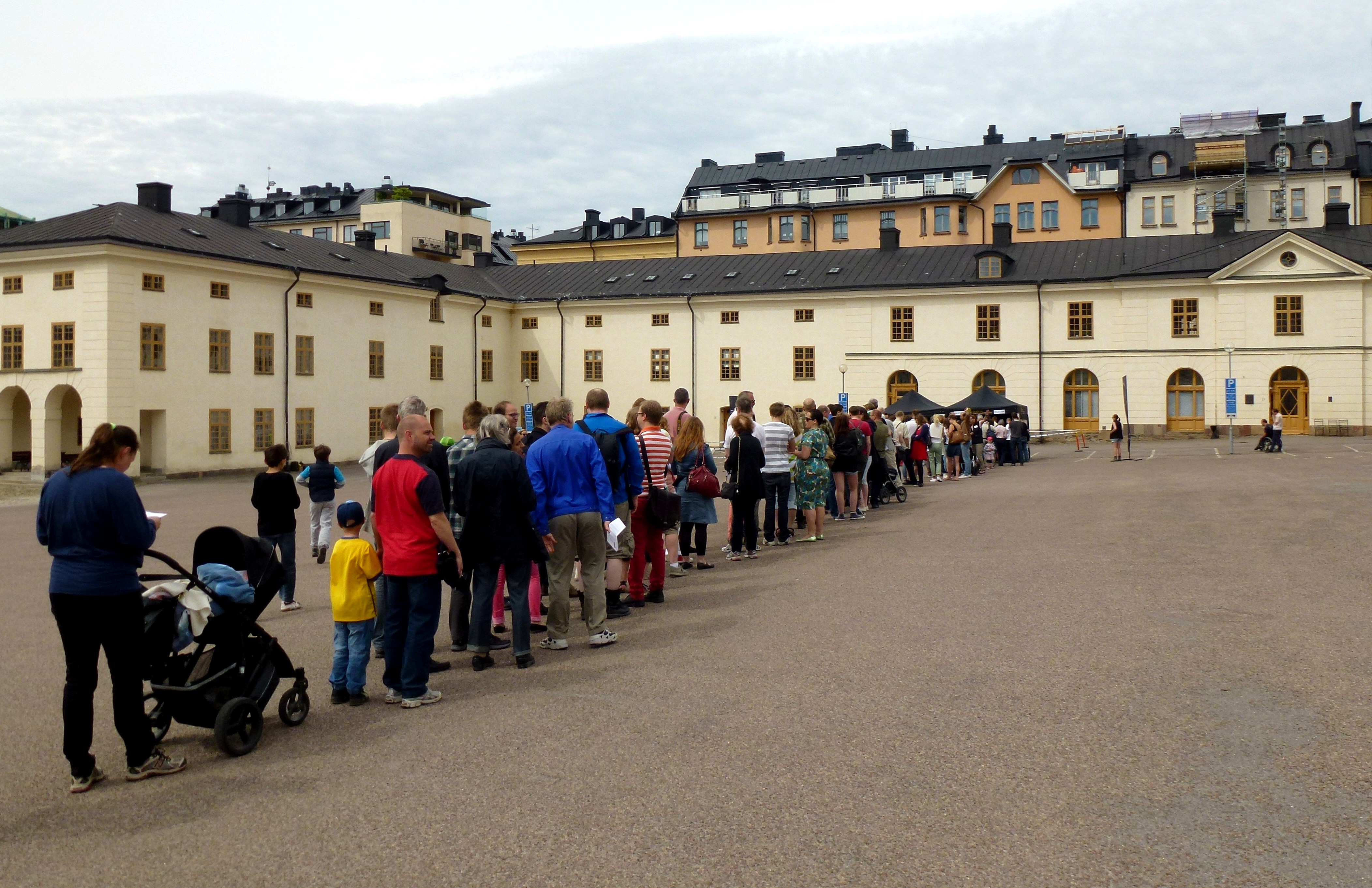
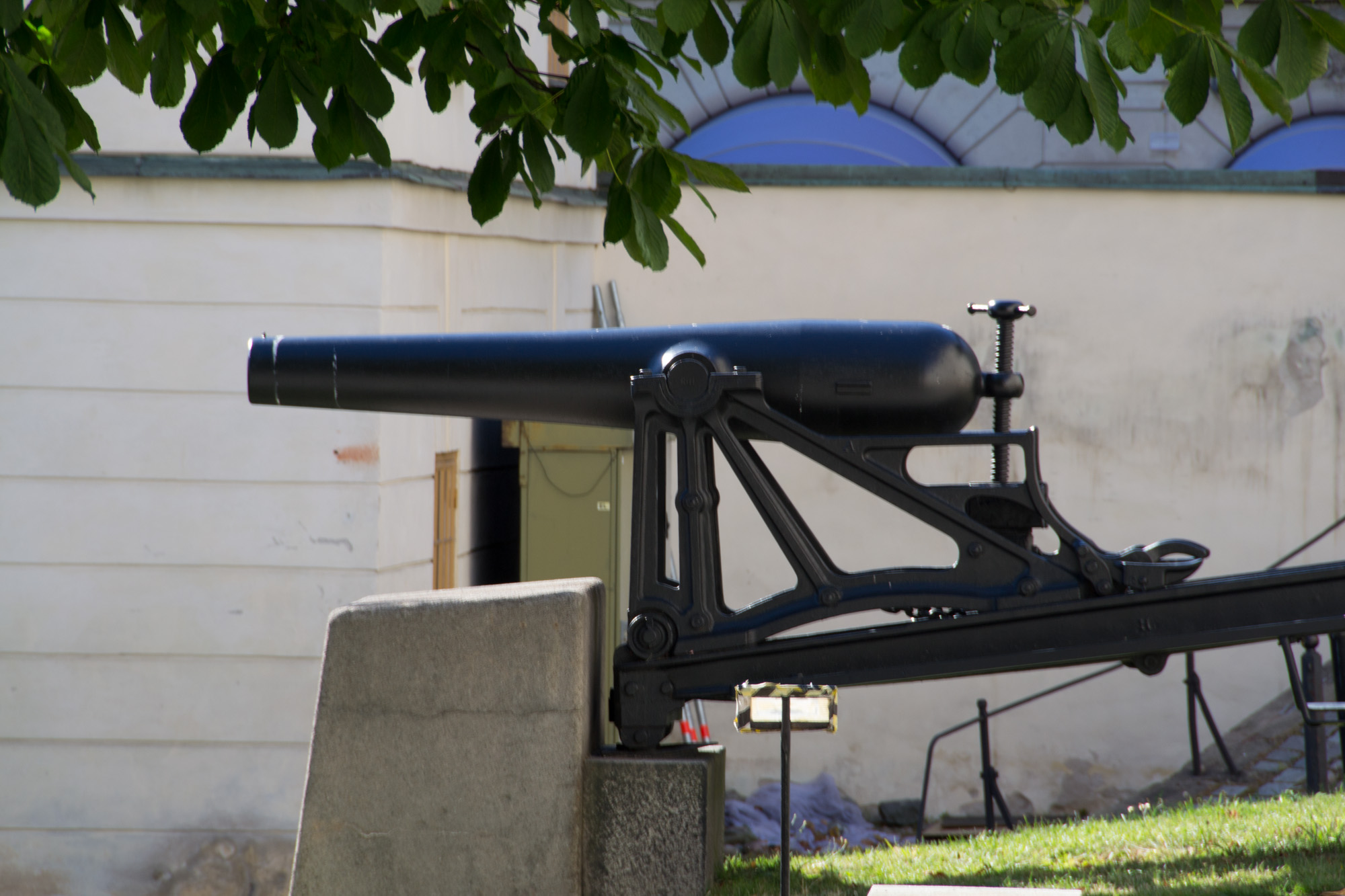
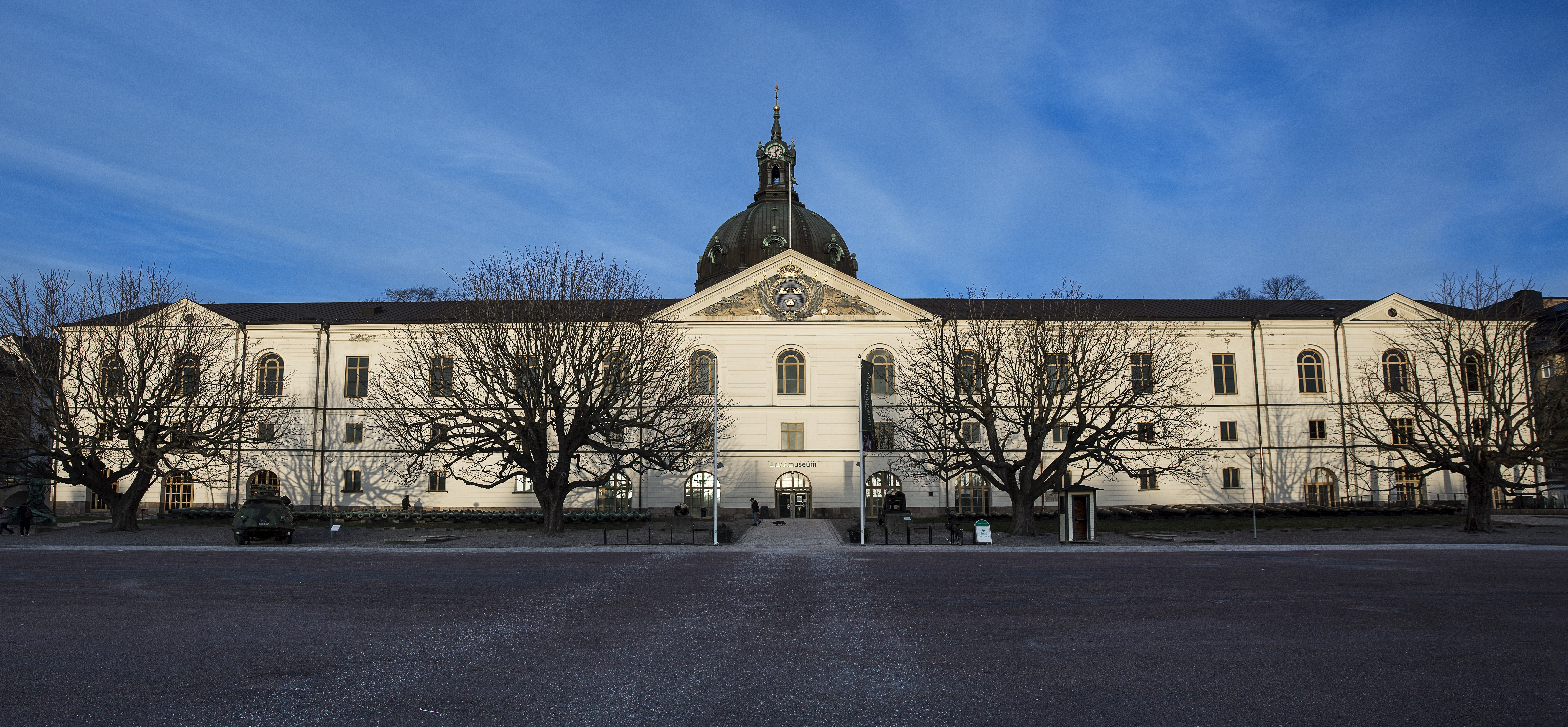